# Honda Indy Toronto de 2010
O Honda Indy Toronto de 2010 foi a décima corrida da temporada de 2010 da IndyCar Series. A corrida foi disputada no dia 18 de julho no circuito montado nas ruas da cidade de Toronto, Ontário. O vencedor foi o australiano Will Power, da equipe Team Penske.

## Pilotos e Equipes
No total 26 carros foram inscritos para corrida.
| Nº | Piloto                  | Equipe                     | Chassis | Motor | Pneu |
| -- | ----------------------- | -------------------------- | ------- | ----- | ---- |
| 2  | Raphael Matos           | de Ferran Dragon Racing    | Dallara | Honda | F    |
| 3  | Hélio Castroneves       | Team Penske                | Dallara | Honda | F    |
| 4  | Dan Wheldon             | Panther Racing             | Dallara | Honda | F    |
| 5  | Takuma Sato (R)         | KV Racing Technology       | Dallara | Honda | F    |
| 6  | Ryan Briscoe            | Team Penske                | Dallara | Honda | F    |
| 7  | Danica Patrick          | Andretti Autosport         | Dallara | Honda | F    |
| 8  | E. J. Viso              | KV Racing Technology       | Dallara | Honda | F    |
| 9  | Scott Dixon             | Chip Ganassi Racing        | Dallara | Honda | F    |
| 10 | Dario Franchitti        | Chip Ganassi Racing        | Dallara | Honda | F    |
| 11 | Tony Kanaan             | Andretti Autosport         | Dallara | Honda | F    |
| 12 | Will Power              | Team Penske                | Dallara | Honda | F    |
| 14 | Vitor Meira             | A. J. Foyt Enterprises     | Dallara | Honda | F    |
| 15 | Paul Tracy              | KV Racing Technology       | Dallara | Honda | F    |
| 18 | Milka Duno              | Dale Coyne Racing          | Dallara | Honda | F    |
| 19 | Alex Lloyd (R)          | Dale Coyne Racing          | Dallara | Honda | F    |
| 22 | Justin Wilson           | Dreyer & Reinbold Racing   | Dallara | Honda | F    |
| 24 | Tomas Scheckter         | Dreyer & Reinbold Racing   | Dallara | Honda | F    |
| 26 | Marco Andretti          | Andretti Autosport         | Dallara | Honda | F    |
| 32 | Mario Moraes            | KV Racing Technology       | Dallara | Honda | F    |
| 34 | Mario Romancini (R)     | Conquest Racing            | Dallara | Honda | F    |
| 36 | Bertrand Baguette (R)   | Conquest Racing            | Dallara | Honda | F    |
| 37 | Ryan Hunter-Reay        | Andretti Autosport         | Dallara | Honda | F    |
| 77 | Alex Tagliani           | FAZZT Race Team            | Dallara | Honda | F    |
| 78 | Simona de Silvestro (R) | HVM Racing                 | Dallara | Honda | F    |
| 02 | Graham Rahal            | Newman/Haas/Lanigan Racing | Dallara | Honda | F    |
| 06 | Hideki Mutoh            | Newman/Haas/Lanigan Racing | Dallara | Honda | F    |

- (R) - Rookie

## Resultados

### Treino classificatório
| Pos. | Nº | Piloto                  | Equipe                   | Q1        | Q1        | Q2        | Q3        |
| Pos. | Nº | Piloto                  | Equipe                   | Grupo 1   | Grupo 2   | Q2        | Q3        |
| ---- | -- | ----------------------- | ------------------------ | --------- | --------- | --------- | --------- |
| 1    | 22 | Justin Wilson           | Dreyer & Reinbold Racing | 1:00.8228 |           | 1:00.5208 | 1:00.2710 |
| 2    | 12 | Will Power              | Team Penske              | 1:00.7025 |           | 1:00.6534 | 1:00.4563 |
| 3    | 3  | Hélio Castroneves       | Team Penske              | 1:01.1016 |           | 1:00.5295 | 1:00.8159 |
| 4    | 37 | Ryan Hunter-Reay        | Andretti Autosport       |           | 1:01.2576 | 1:00.8496 | 1:00.8397 |
| 5    | 10 | Dario Franchitti        | Chip Ganassi Racing      | 1:00.8204 |           | 1:00.6404 | 1:00.9477 |
| 6    | 9  | Scott Dixon             | Chip Ganassi Racing      |           | 1:01.2343 | 1:00.8340 | 1:00.9541 |
| 7    | 6  | Ryan Briscoe            | Team Penske              |           | 1:01.2591 | 1:00.9141 |           |
| 8    | 11 | Tony Kanaan             | Andretti Autosport       | 1:01.2795 |           | 1:00.9212 |           |
| 9    | 77 | Alex Tagliani           | FAZZT Race Team          |           | 1:01.4674 | 1:00.9996 |           |
| 10   | 26 | Marco Andretti          | Andretti Autosport       |           | 1:01.3213 | 1:01.2297 |           |
| 11   | 2  | Raphael Matos           | De Ferran Dragon Racing  |           | 1:01.5177 | 1:00.2820 |           |
| 12   | 7  | Danica Patrick          | Andretti Autosport       | 1:01.1246 |           | 1:01.4580 |           |
| 13   | 8  | E. J. Viso              | KV Racing Technology     | 1:01.4087 |           |           |           |
| 14   | 02 | Graham Rahal            | Newman/Haas Racing       |           | 1:01.7024 |           |           |
| 15   | 4  | Dan Wheldon             | Panther Racing           | 1:01.6926 |           |           |           |
| 16   | 36 | Bertrand Baguette (R)   | Conquest Racing          |           | 1:01.8072 |           |           |
| 17   | 34 | Mario Romancini (R)     | Conquest Racing          | 1:01.9575 |           |           |           |
| 18   | 5  | Takuma Sato (R)         | KV Racing Technology     |           | 1:01.8130 |           |           |
| 19   | 24 | Tomas Scheckter         | Dreyer & Reinbold Racing | 1:02.0426 |           |           |           |
| 20   | 32 | Mario Moraes            | KV Racing Technology     |           | 1:02.0953 |           |           |
| 21   | 78 | Simona de Silvestro (R) | HVM Racing               | 1:02.0547 |           |           |           |
| 22   | 06 | Hideki Mutoh            | Newman/Haas Racing       |           | 1:02.1453 |           |           |
| 23   | 19 | Alex Lloyd              | Dale Coyne Racing        | 1:02.6142 |           |           |           |
| 24   | 15 | Paul Tracy              | KV Racing Technology     |           | 1:02.5387 |           |           |
| 25   | 18 | Milka Duno              | Dale Coyne Racing        | sem tempo |           |           |           |
| 26   | 14 | Vitor Meira             | A. J. Foyt Enterprises   |           | 1:03.0741 |           |           |

- (R) - Rookie

### Corrida
| Pos       | Nº | Piloto                  | Equipe                   | Voltas | Tempo        | Largada | Voltas na Liderança | Pontos |
| --------- | -- | ----------------------- | ------------------------ | ------ | ------------ | ------- | ------------------- | ------ |
| 1         | 12 | Will Power              | Team Penske              | 85     | 1:47:15.2554 | 2       | 15                  | 50     |
| 2         | 10 | Dario Franchitti        | Chip Ganassi Racing      | 84     | +1.2757      | 5       | 22                  | 40     |
| 3         | 37 | Ryan Hunter-Reay        | Andretti Autosport       | 85     | +1.7605      | 4       | 0                   | 35     |
| 4         | 11 | Tony Kanaan             | Andretti Autosport       | 85     | +3.5382      | 8       | 2                   | 32     |
| 5         | 02 | Graham Rahal            | Newman/Haas Racing       | 85     | +9.7349      | 14      | 0                   | 30     |
| 6         | 7  | Danica Patrick          | Andretti Autosport       | 85     | +11.9439     | 12      | 0                   | 28     |
| 7         | 22 | Justin Wilson           | Dreyer & Reinbold Racing | 85     | +12.3783     | 1       | 32                  | 29     |
| 8         | 26 | Marco Andretti          | Andretti Autosport       | 85     | +16.3360     | 10      | 0                   | 24     |
| 9         | 78 | Simona de Silvestro (R) | HVM Racing               | 85     | +21.5321     | 21      | 0                   | 22     |
| 10        | 4  | Dan Wheldon             | Panther Racing           | 85     | +23.1537     | 15      | 0                   | 20     |
| 11        | 14 | Vitor Meira             | A. J. Foyt Enterprises   | 85     | +25.8960     | 26      | 0                   | 19     |
| 12        | 06 | Hideki Mutoh            | Newman/Haas Racing       | 85     | +26.2878     | 22      | 0                   | 18     |
| 13        | 15 | Paul Tracy              | KV Racing Technology     | 84     | +1 volta     | 24      | 14                  | 17     |
| 14        | 32 | Mario Moraes            | KV Racing Technology     | 84     | +1 volta     | 20      | 0                   | 16     |
| 15        | 24 | Tomas Scheckter         | Dreyer & Reinbold Racing | 84     | +1 volta     | 19      | 0                   | 15     |
| 16        | 36 | Bertrand Baguette (R)   | Conquest Racing          | 84     | +1 volta     | 16      | 0                   | 14     |
| 17        | 77 | Alex Tagliani           | FAZZT Race Team          | 84     | +1 volta     | 9       | 0                   | 13     |
| 18        | 6  | Ryan Briscoe            | Team Penske              | 83     | +2 voltas    | 7       | 0                   | 12     |
| 19        | 8  | E. J. Viso              | KV Racing Technology     | 82     | +3 voltas    | 13      | 0                   | 12     |
| 20        | 9  | Scott Dixon             | Chip Ganassi Racing      | 71     | Contato      | 6       | 0                   | 12     |
| 21        | 2  | Raphael Matos           | De Ferran Dragon Racing  | 64     | Contato      | 11      | 0                   | 12     |
| 22        | 34 | Mario Romancini (R)     | Conquest Racing          | 31     | Contato      | 17      | 0                   | 12     |
| 23        | 19 | Alex Lloyd              | Dale Coyne Racing        | 26     | Contato      | 23      | 0                   | 12     |
| 24        | 3  | Hélio Castroneves       | Team Penske              | 21     | Contato      | 3       | 0                   | 12     |
| 25        | 5  | Takuma Sato (R)         | KV Racing Technology     | 15     | Contato      | 18      | 0                   | 10     |
| 26        | 18 | Milka Duno              | Dale Coyne Racing        | 8      | Mecânico     | 25      | 0                   | 10     |
| Relatório |    |                         |                          |        |              |         |                     |        |

- (R) - Rookie

## Tabela do campeonato após a corrida
Observe que somente as dez primeiras posições estão incluídas na tabela.
| Pos | Var     | Piloto           | Pontos |
| --- | ------- | ---------------- | ------ |
| 1   | Estável | Will Power       | 377    |
| 2   | Estável | Dario Franchitti | 335    |
| 3   | Estável | Scott Dixon      | 299    |
| 4   | Estável | Ryan Briscoe     | 292    |
| 5   | Aumento | Ryan Hunter-Reay | 286    |

| Pos | Var     | Piloto            | Pontos |
| --- | ------- | ----------------- | ------ |
| 6   | Baixa   | Hélio Castroneves | 285    |
| 7   | Estável | Tony Kanaan       | 273    |
| 8   | Estável | Justin Wilson     | 240    |
| 9   | Estável | Dan Wheldon       | 231    |
| 10  | Estável | Marco Andretti    | 225    |